# Finn Butcher
Finn Butcher (Dunedin, 17 de marzo de 1995) es un deportista neozelandés que compite en piragüismo en la modalidad de eslalon.
Participó en los Juegos Olímpicos de París 2024, obteniendo una medalla de oro en la prueba de K1 cross. Ganó una medalla de plata en el Campeonato Mundial de Piragüismo en Eslalon de 2021, en el K1 extremo.

## Palmarés internacional
| Juegos Olímpicos   | Juegos Olímpicos        | Juegos Olímpicos | Juegos Olímpicos |
| Año                | Lugar                   | Medalla          | Competición      |
| ------------------ | ----------------------- | ---------------- | ---------------- |
| 2024               | París (Francia)         | Medalla de oro   | K1 cross         |
| Campeonato Mundial |                         |                  |                  |
| Año                | Lugar                   | Medalla          | Competición      |
| 2021               | Bratislava (Eslovaquia) | Medalla de plata | K1 extremo       |